# 二乙烯醚
二乙烯醚（英語：divinyl ether）是一种有机化合物，结构式为 (CH2=CH)2O ，它是无色、挥发性的液体，可由2,2'-二氯乙醚和碱反应制得。它不稳定，在光照下或接触酸会分解为乙醛并聚合为玻璃状固体。它在空气和光下也容易形成过氧化物。它最早于1887年由二乙烯基硫醚与氧化银的反应产生。